# Roby (Polen)
Roby (deutsch Robe) ist ein Dorf in der Woiwodschaft Westpommern in Polen. Es gehört zur Gmina Trzebiatów (Stadt- und Landgemeinde Treptow) im Powiat Gryficki (Greifenberger Kreis).

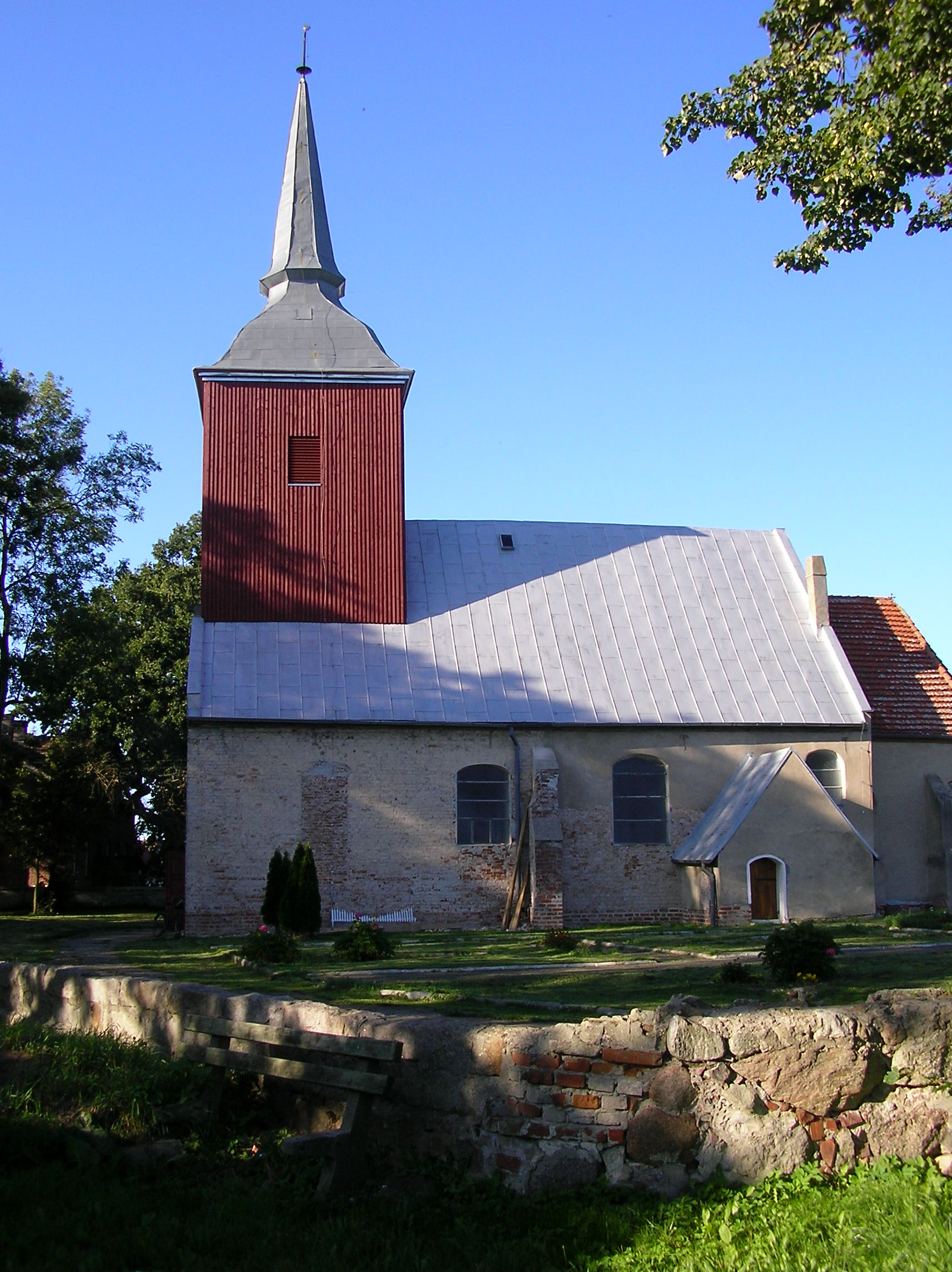
Dorfkirche, bis 1946 evangelische Pfarrkirche des Pfarrbezirks Robe (Aufnahme 2010)

## Geographische Lage
Das Dorf liegt in Hinterpommern, etwa 90 km nordöstlich von Stettin und etwa 25 km nordöstlich der Kreisstadt Gryfice (Greifenberg). Die nächsten Nachbarorte sind im Nordwesten Mrzeżyno (Deep) und im Nordosten Rogowo, beide an der Ostsee gelegen, im Südosten Bieczyno (Hagenow) und im Süden Gorzysław (Arnsberg). Im Osten, am Kamper See gelegen, liegt die Wüstung des ehemaligen Nachbardorfes Kępa (Kamp). 
Nördlich des Dorfes fließt die Stara Rega (Alte Rega).

## Geschichte
Um 1784 hatte das Bauerndorf Robe einen Freischulzenhof, dessen Besitztitel vom 12. März 1732 datiert, 16 Bauern, sechs Halbbauern, neun Kossäten und vier Büdner und insgesamt 47 Haushaltungen (Feuerstellen). Am Anfang des 19. Jahrhunderts gab es im Dorf eine Windmühle und eine Schmiede, aber noch keinen Gastwirt, weshalb die Landwirte verpflichtet waren, Fremde der Reihe nach zu beherbergen. Erst 1833 erhielt ein Büdner die Konzession zur Eröffnung eines Gasthauses. Im Rahmen der Bauernbefreiung waren am 1. Oktober 1816 sämtliche Landwirte der Ortschaft Erbpächter der von ihnen bewirtschafteten Höfe geworden; bis 1835 waren fünf von ihnen – zwei Vollbauern, zwei Halbbauern und ein Kossäte – durch Kapitalzahlung Eigentümer der Höfe geworden.
Im Jahre 1912 erhielt Robe eine Bahnstation an der Strecke Treptow–Deep der Greifenberger Kleinbahn. Die Strecke ist heute stillgelegt. 
Bis 1945 bildete Robe eine Landgemeinde im Kreis Greifenberg der Provinz Pommern. Zu der Gemeinde gehörten außer Robe selbst keine weiteren Wohnplätze.
Zum Ende des Zweiten Weltkriegs wurde die Region von der Roten Armee erobert und anschließend – wie ganz Hinterpommern – unter polnische Verwaltung gestellt. Soweit sie nicht bereits geflohen war, wurde die deutsche Bevölkerung von Robe ab 1946 von nach Kriegsende zugewanderten polnischen Milizionären vertrieben. Die deutsche Ortschaft Robe wurde in Roby umbenannt.

### Demographie
| Jahr | Einwohnerzahl | Anmerkungen                                        |
| ---- | ------------- | -------------------------------------------------- |
| 1822 | 444           | [ 3 ]                                              |
| 1867 | 777           | am 3. Dezember                                     |
| 1871 | 722           | am 1. Dezember, davon 719 Evangelische, drei Juden |
| 1933 | 503           | [ 5 ]                                              |
| 1939 | 461           | [ 5 ]                                              |

### Kirchspiel
Die bis 1946 evangelische Bevölkerung von Robe besuchte die örtliche Pfarrkirche. Eingepfarrt waren die Dörfer Deep, Kamp und Wustrow.

## Sehenswürdigkeiten
- Dorfkirche, spätgotischer Findlingsbau, Chor mit Strebepfeilern, Turmhaube aus der Barockzeit. Zur Ausstattung gehört ein dreistöckiger Renaissancealtar, den Herzogin Sophie, Witwe von Herzog Philipp II. von Pommern, 1654 der Kirche schenkte.